# Церковь иконы Божией Матери «Одигитрия» (Аграфеновка)
Церковь иконы Божией Матери «Одигитрия» (Свято-Одигитриевская церковь) —  православный храм Шахтинской и Миллеровской епархии в слободе Аграфеновка Ростовской области.
Адрес: Ростовская область, Родионово-Несветайский район, слобода Аграфеновка, ул. Просвещения, 1а.

## История
Церковь в слободе Аграфеновке Области Войска Донского — каменная, однопрестольная — была заложена 16 апреля 1844 года; освящена архиепископом Воронежским и Задонским Игнатием 3 ноября 1846 года. Обустроен храм был на средства помещицы Марии Алексеевны Леоновой. С 1890 года при церкви было организовано приходское сельское училище.
В годы советские годы храм использовали как зернохранилище. Последний настоятель Одигитриевского прихода слободы Аграфеновка священник Николай Николаевич Зыков был расстрелян большевиками; реабилитирован посмертно за отсутствием состава преступления.
С 2012 года в храме возобновились богослужения. В настоящее время в нём регулярно совершается Божественная Литургия. 29 марта 2012 года настоятелем храма Одигитриевской иконы Божией Матери села Аграфеновка назначен иерей Антоний Геннадьевич Бережной. В настоящее время в церкви на средства прихожан ведутся ремонтно-восстановительные работы. Интересно, что в 2013 году во время земляных работ нашли старинный колокольный язык, принадлежавший одному из колоколов дореволюционного храма.